# Philochortus
Philochortus é um género de répteis escamados pertencente à família Lacertidae.

## Espécies
- Philochortus hardeggeri
- Philochortus intermedius
- Philochortus lhotei
- Philochortus neumanni
- Philochortus phillipsi
- Philochortus spinalis
- Philochortus zolii